# Adosomus
 Adosómus — рід жуків родини Довгоносики (Curculionidae).

## Зовнішній вигляд
Жуки середніх і досить великих розмірів: 9.5 −21.5 мм у довжину. Основні ознаки:
- головотрубка товста, однакової ширини на всьому своєму протязі, вкрита глибокими точками, в передній половині має ледь помітний негострий серединний кіль і, як правило, крайові поздовжні кілі.
- вусики чітко колінчасті, 2-й членик їх джгутика звичайно коротший (в усякому разі не довший) за 1-й.
- передньоспинка має лопаті позаду очей і вкрита блискучими чорними зернятками, як і основа надкрил.
- надкрила більш або менш паралельнобічні, не розширені дозаду.
- тіло зверху часто має плями й смуги з білих волосків.

Фотографії Adosomus дивись:, а детальніший опис морфології — у.

## Спосіб життя
Не вивчений. Ймовірно, він типовий для Cleonini і пов'язаний із полинами.

## Географічне поширення
Всі види цього роду мешкають у межах Палеарктики. В Україні мешкає описаний П.-С. Палласом один вид — Adosomus roridus Pallas, 1781, знахідки якого траплялися у степовій зоні.

## Класифікація
Описано щонайменше 9 видів роду Adosomus. Він включає такі підроди та види:
Adosomus Faust, 1904:
- Adosomus karelini (Fåhraeus, 1842) (Казахстан, Західний і Східний Сибір, Північний Іран, Киргизстан, Китай)
- Adosomus roridus  Pallas, 1781 (Південь Європи від Італії до Казахстану)

Pseudadosomus Arzanov, 2005:
- Adosomus koreanus Voss, 1937 (Північна Корея)
- Adosomus granulosus Mannerheim, 1825 (Східний Сибір, Монголія, Китай, Далекий Схід, Японія, Південна Корея)
- Adosomus melogrammus Motschulsky, 1854 (Китай, Далекий Схід, Японія)
- Adosomus parallelocollis Heller, 1923 (Китай)

Xeradosomus Arzanov, 2005:
- Adosomus albisquama Ter-Minasyan, 1976 (Монголія)
- Adosomus grigorievi Suvorov, 1915 (Східний Сибір, Китай)
- Adosomus samsonowii  Gebler, 1844 (Казахстан, Киргизстан, Туркменістан, Західний Сибір, Монголія, Китай)